# Cleistes miersii
Cleistes miersii är en orkidéart som beskrevs av George Gardner. Cleistes miersii ingår i släktet Cleistes, och familjen orkidéer. Inga underarter finns listade i Catalogue of Life.